# Jason Maroney
Jason Maroney (nascido em 19 de março de 1967) é um atleta paralímpico australiano que compete na modalidade tiro esportivo. Maroney representou a Austrália em duas edições paralímpicas, em Pequim 2008 e em Londres 2012. Terminou em primeiro no Campeonato Aberto da Ásia, realizado na Coreia do Sul, e ficou em segundo no Campeonato Mundial.
Ficou tetraplégico em consequência do acidente de carro quando tinha dezenove anos. Maroney utiliza cadeira de rodas para se locomover.

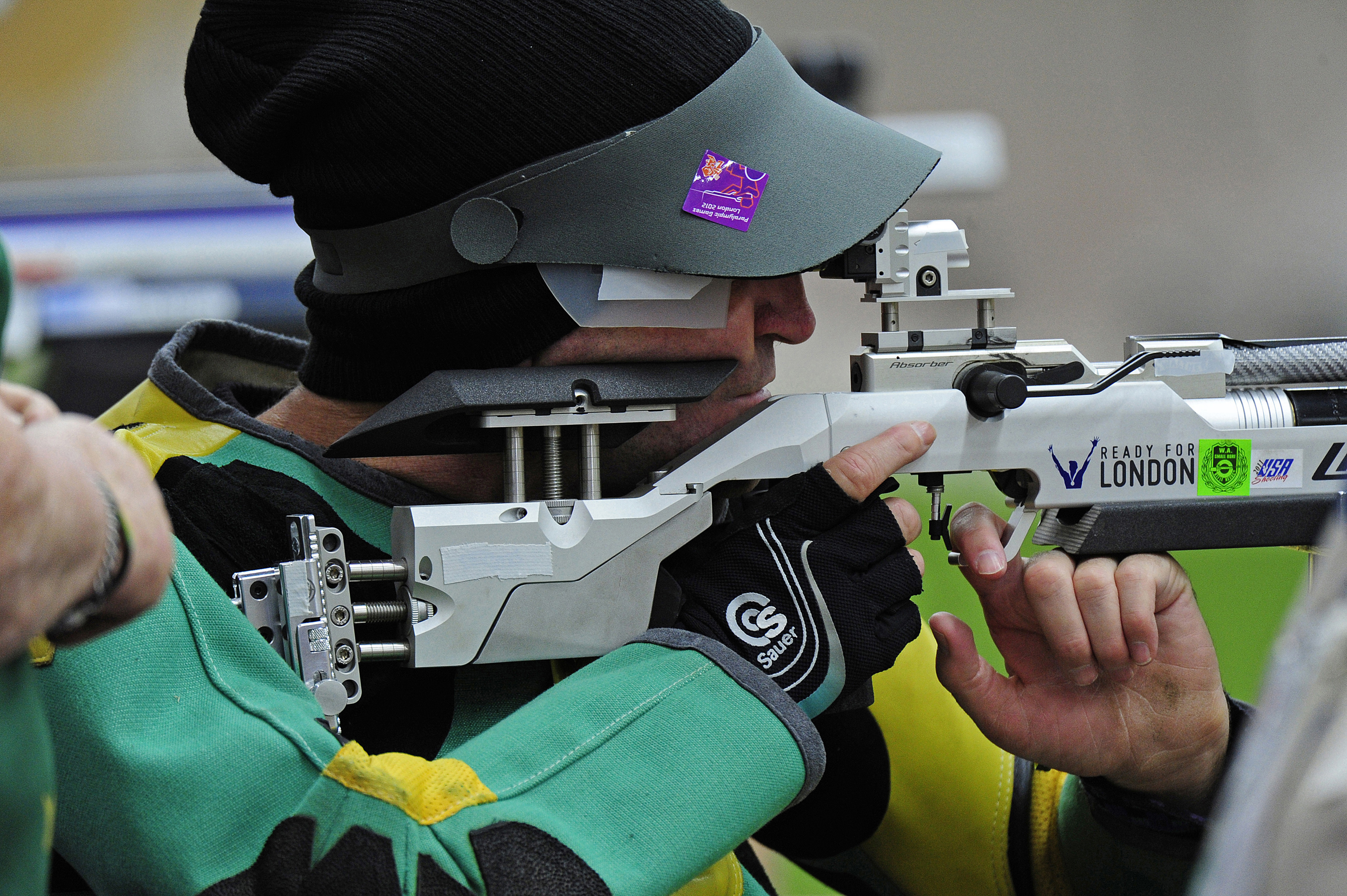
Jason durante os Jogos Paralímpicos de Londres 2012.